# Лактюшкин, Алексей Александрович
Алексей Александрович Лактюшкин (1906—1989) — советский инженер, управляющий трестом «Сантехмонтаж-62» Главленинградстроя. Заслуженный строитель РСФСР (1962). Герой Социалистического Труда (1971).

## Биография
Родился 24 сентября 1906 года[по какому календарю?] в Тамбове.
С 1923 года, в возрасте семнадцати лет, начал свою трудовую деятельность рабочим по ремонту железнодорожных путей. С 1928 по 1933 годы учился в Ленинградском институте инженеров путей сообщения. С 1933 по 1938 годы работал в военно-строительных организациях Москвы и Ленинграда на инженерных и административных должностях.
В 1938 году призван в ряды Рабоче-Крестьянской Красной армии. С 1941 года — участник Великой Отечественной войны в составе Военно-строительного управления Западного и Ленинградского фронтов, занимал должность начальника конторы военно-сантехнического монтажа в звании инженер-подполковника. 30 июля 1945 года Указом Президиума Верховного Совета СССР был награждён орденом Красной Звезды.
С 1945 по 1975 годы был организатором и, в течение тридцати лет, бессменным руководителем треста «Сантехмонтаж-62» Главленинградстроя Министерства строительства СССР. Под руководством и при непосредственном участии А. А. Лактюшкина были выполнены технические работы на таких важнейших объектах как Мариинский театр, Эрмитаж, Первый Медицинский институт, Онкологический центр, Государственный цирк, Театр Юного Зрителя, Телевизионный центр, Дворец спорта «Юбилейный», киноконцертный зал «Октябрьский», гостиницы — «Россия», «Советская» и «Ленинград».
25 марта 1971 года неопубликованным Указом Президиума Верховного Совета СССР «за выдающиеся производственные успехи в выполнении заданий пятилетнего плана» Алексей Александрович Лактюшкин был удостоен звания Героя Социалистического Труда с вручением Ордена Ленина и золотой медали «Серп и Молот».
Помимо основной деятельности занимался общественно-политической работой: был депутатом Ленинградского городского и Кировского районного исполнительных комитетов Советов депутатов трудящихся.
В 1975 году вышел на заслуженный отдых, жил в Ленинграде.
Скончался 17 мая 1989 года в Ленинграде, похоронен на Серафимовском кладбище (10 уч.).

## Награды
- Медаль «Серп и Молот» (25.03.1971)
- Орден Ленина (18.11.1965, 25.03.1971)
- Орден Отечественной войны 2-й степени (11.03.1985)
- Орден Трудового Красного Знамени (21.06.1957)
- Орден Красной Звезды  (23.07.1945, 03.11.1953)
- Медаль «За боевые заслуги» (20.06.1949)
- Медаль «За победу над Германией в Великой Отечественной войне 1941—1945 гг.»
- Медаль «В ознаменование 100-летия со дня рождения Владимира Ильича Ленина»

### Звания
- Заслуженный строитель РСФСР (1962[5])